# McLaren Artura
McLaren Artura — гібридний спорткар з середнім розташуванням двигуна британського виробника McLaren Automotive, що прийшов на заміну McLaren 570S 17 лютого 2021 року.
Це другий гібрид компанії після McLaren P1.

## Опис

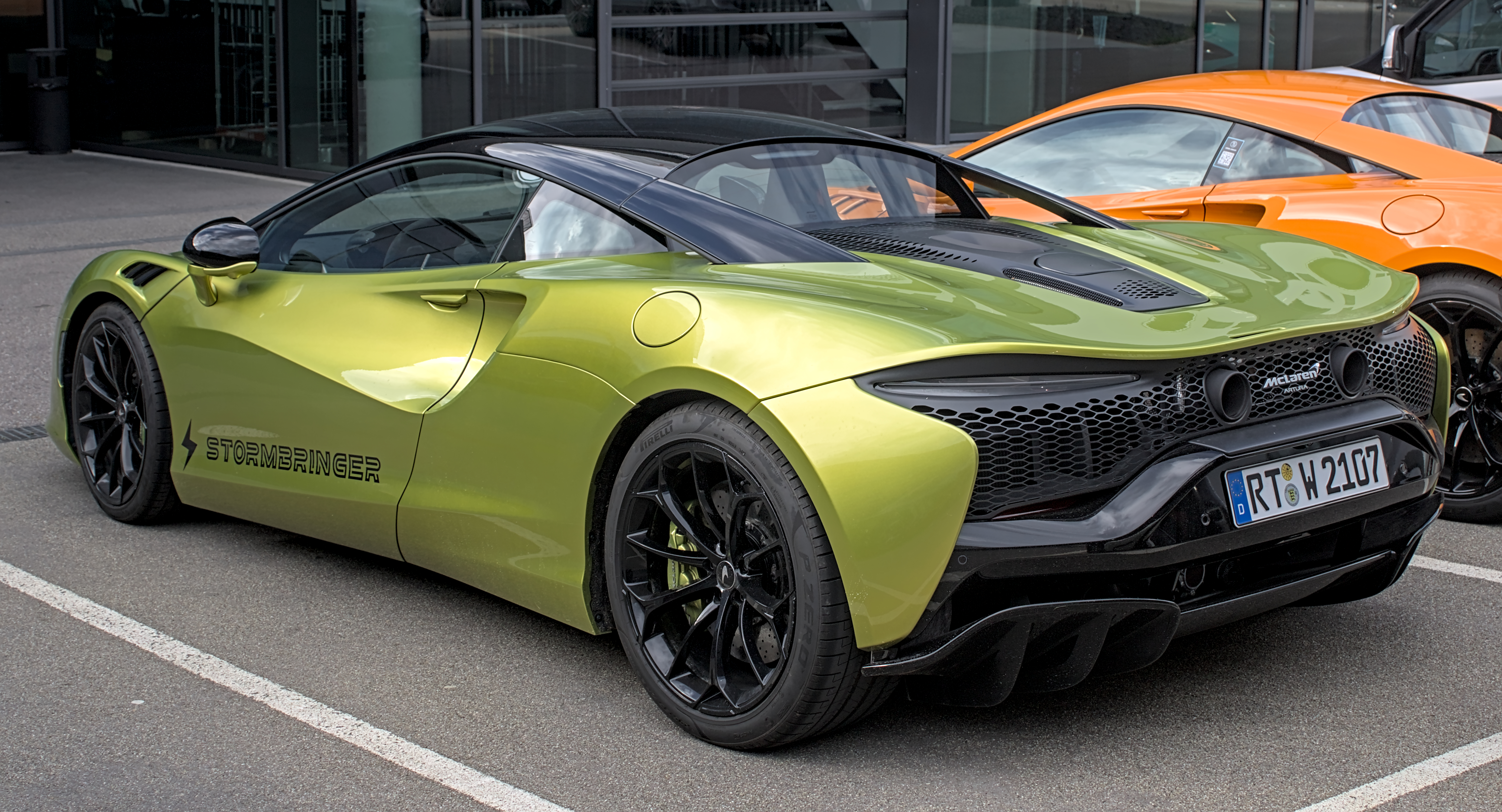
McLaren Artura

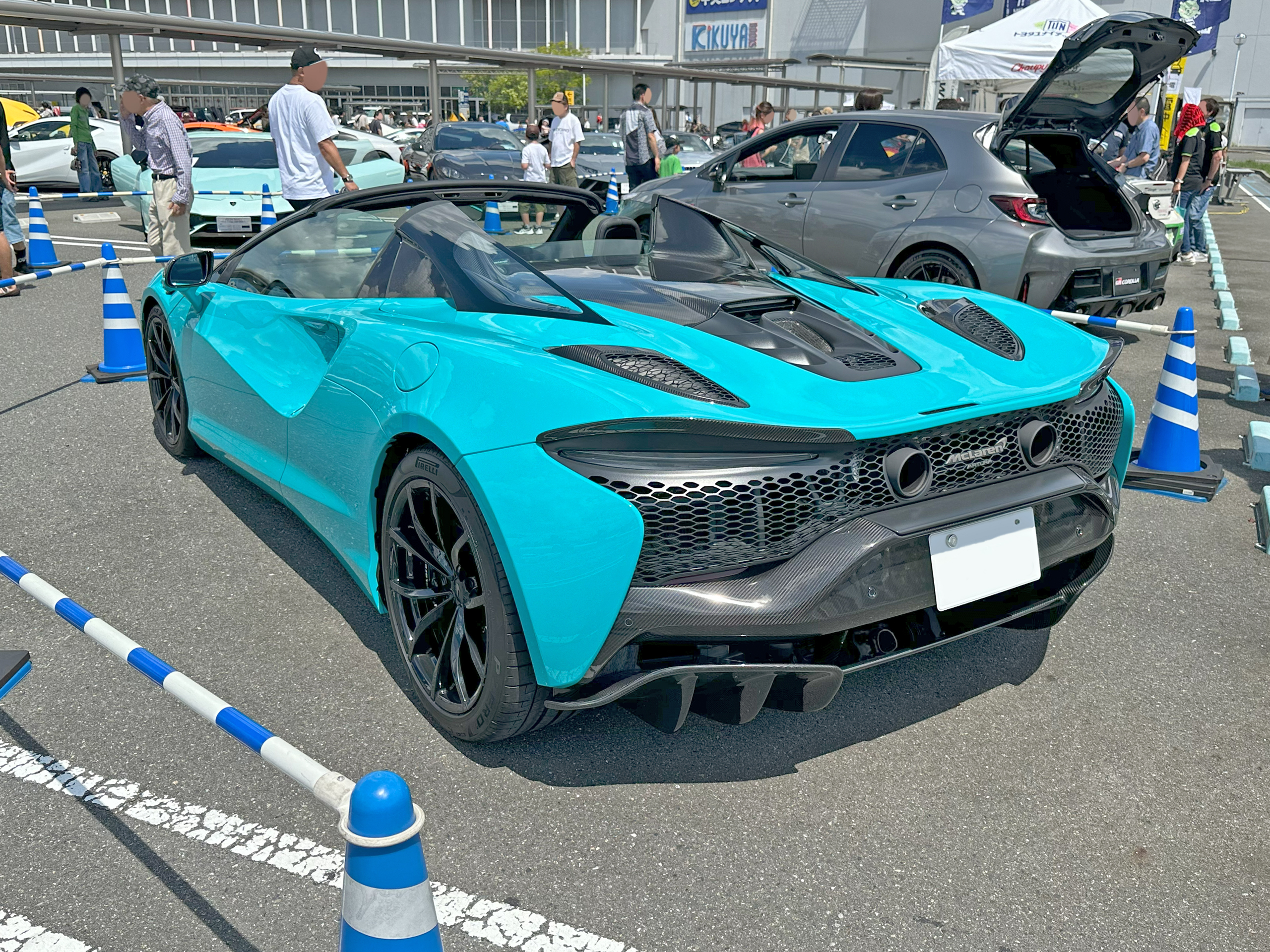
McLaren Artura Spider

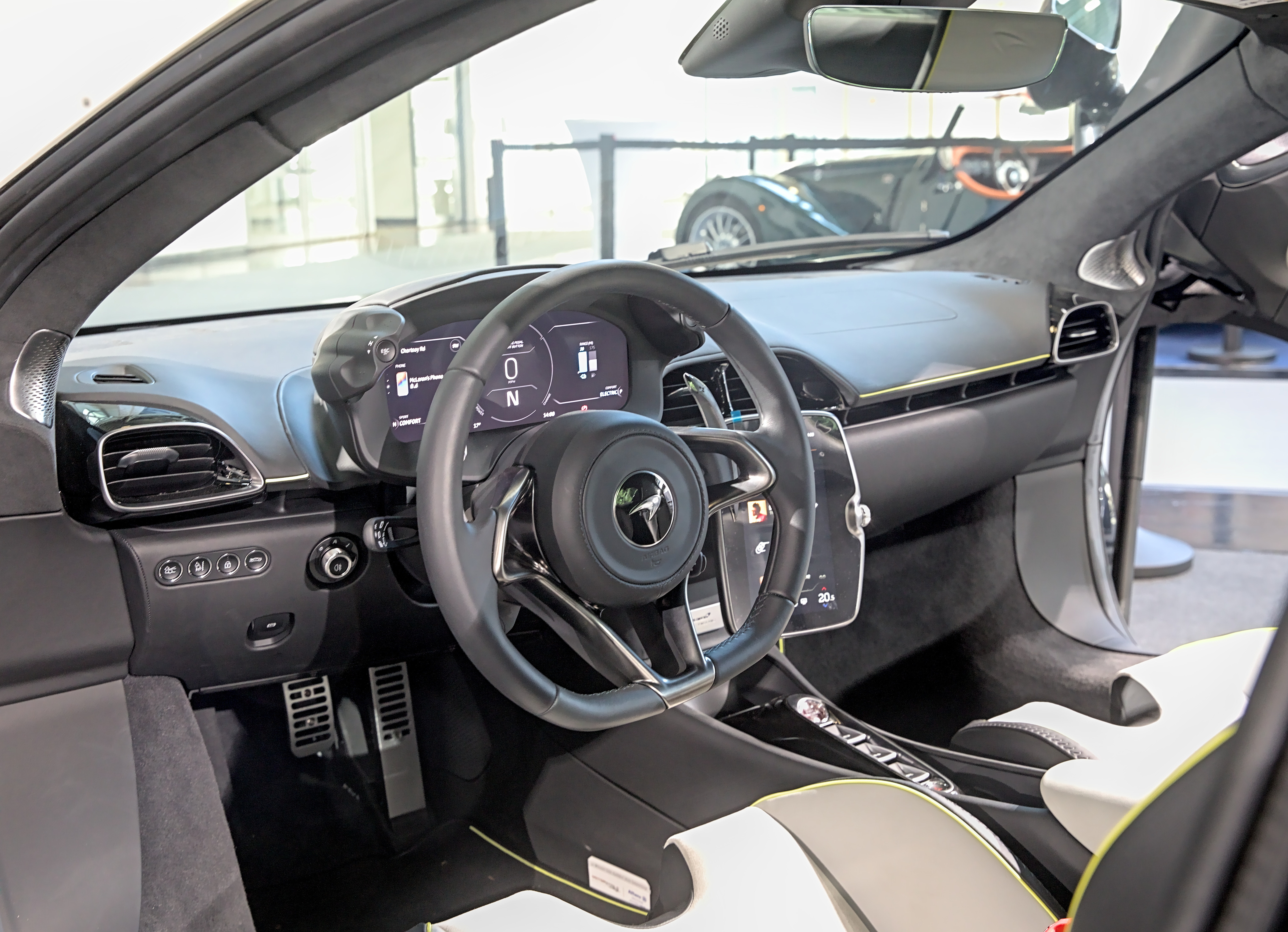

Artura — перша модель McLaren, яка використовує нещодавно розроблений бензиновий двигун 3.0L M630 twin-turbo V6. Він поєднується з електричним двигуном, який також може приводити в рух автомобіль самостійно. Потужність системи становить 500 кВт (680 к.с.). Енергію для цього забезпечує акумулятор з енергомісткістю 7,4 кВт·год. Електрична дальність ходу 30 км. 8-ступенева коробка передач з подвійним зчепленням забезпечує рух задньої осі. Він не має задньої передачі, оскільки електродвигун просто обертається у зворотному напрямку, щоб рухатись назад. McLaren визначає суху вагу як 1395 кг. На гібридні компоненти припадає 130 кг. Artura повинен мати можливість розігнатися до 100 км/год за 3 секунди, максимальна швидкість — 330 км/год.

## Двигун
- 3.0L M630 twin-turbo 120º V6 585 к.с. 7500 об/хв 720 Нм при 2250–7000 об/хв + електродвигун 95 к.с. 225 Нм сумарно 680 к.с.

## Автоспорт

### GT4
У червні 2022 року McLaren представила Artura GT4, наступника McLaren 570S GT4 у категорії GT4. Автомобіль оснащений тим же двигуном V6 з подвійним турбонаддувом, що й дорожній автомобіль, але без гібридної системи, оскільки це заборонено правилами GT4. Автомобіль дебютував у перегонах у 2023 Michelin Pilot Challenge у Дейтоні.

### Trophy

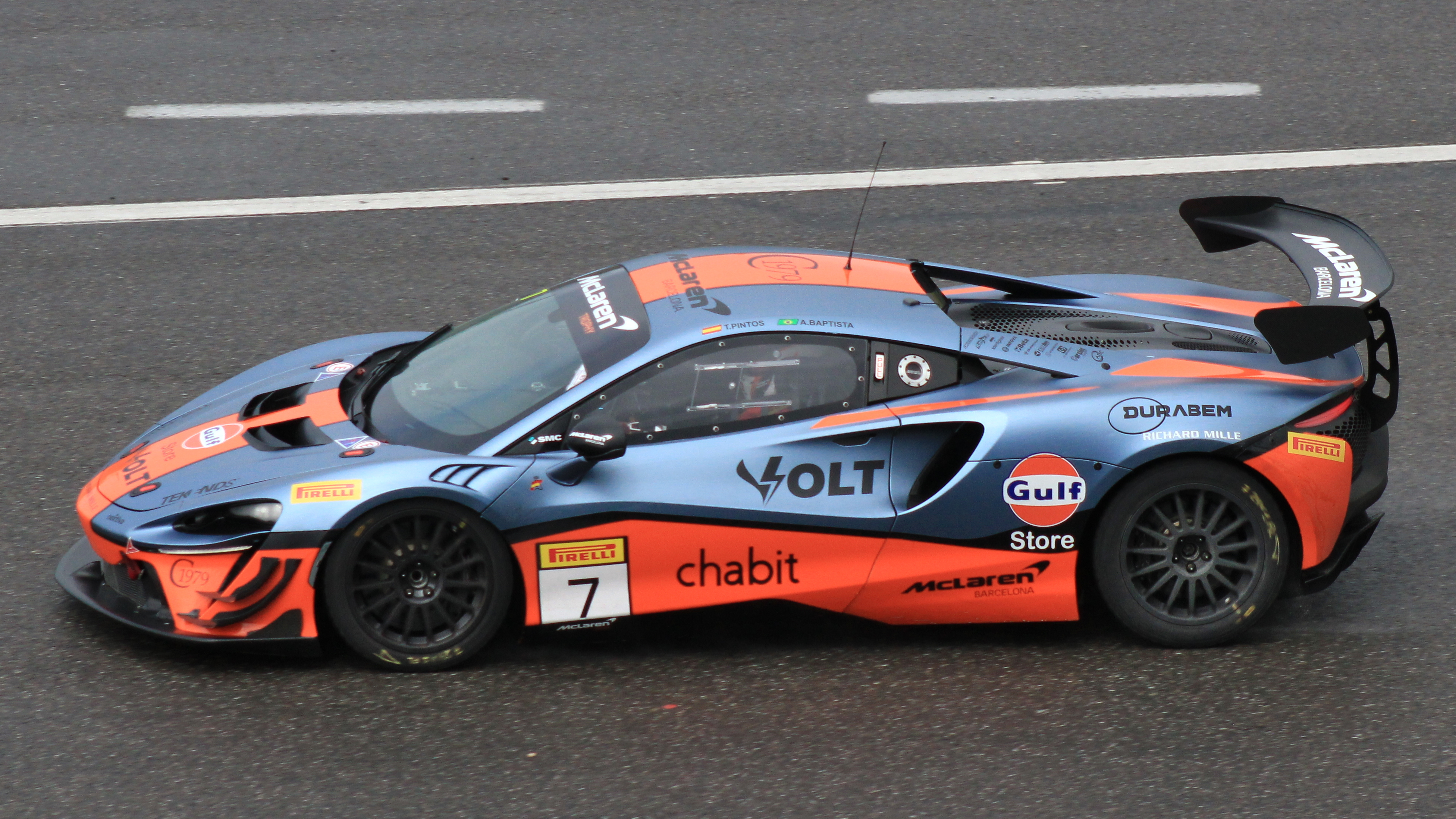
McLaren Trophy Europe 2024 Nürburg

Разом із версією Artura GT4, McLaren також випустив McLaren Artura Trophy. Це необмежена версія автомобіля GT4, створена для McLaren Trophy. McLaren Trophy — це одноразова гоночна серія McLaren, яка стартувала в 2023 році. Власники автомобіля Trophy також можуть замінити Aero, налаштувати керування двигуном і додати баласт, щоб брати участь у змаганнях GT4 зі своєю машиною.